# Перервинский бульвар
Пере́рвинский бульва́р (название утверждено 9 марта 1999 года) — бульвар, расположенный в Юго-Восточном административном округе города Москвы на территории района Марьино.

## История
Перервинский бульвар образован в 1999 году. Назван по расположению вблизи улицы Перервы.

## Расположение
Перервинский бульвар состоит из двух параллельных улиц, расстояние между которыми около 100 м. По восточной из них проходит автобусное движение. Бульвар начинается от улицы Перервы, идёт на юго-восток, пересекает Новомарьинскую улицу и заканчивается, упираясь в Поречную улицу / улицу Марьинский парк.

## Примечательные здания и сооружения

### по нечётной стороне
- Дом 5, корпус 1 — онкологический диспансер №5 (бывш. поликлиника № 227 Юго-Восточного административного округа).
- Дом 5, корпус 2 — детский сад № 2425.
- Дом 5, корпус 3 — ГОУ центр образования № 1423.
- Дом 17, корпус 2 — детский сад № 2423.
- Дом 19, корпус 3 — инженерная служба ГУ, диспетчерская района Марьино.
- Дом 21, корпус 2 — детский сад № 2494.
- Дом 21, корпус 4 — детский сад № 2427.
- Дом 21, корпус 1 - дом быта (ремонт обуви, изготовление ключей, металлоремонт, замена батареек, заточка инструмента)
- Дом 21, корпус 1- сервисный центр ( ремонт телефонов, планшетов, компьютеров, видеонаблюдение)

### по чётной стороне
- Дом 4, корпус 2 — поликлиника № 9 Юго-Восточного административного округа (без стоматологического отделения).
- Дом 6 — МТС-банк; Московская городская телефонная сеть (центр продаж и обслуживания).
- Дом 10, корпус 1 — центр образования № 1458.
- Дом 10, корпус 2 — школа № 1357 английского языка.
- Дом 16, корпус 1 — школа здоровья № 1959.
- Дом 16, корпус 2 — детский сад № 2398.
- Дом 20, корпус 1 — школа № 1959 с гимназическими классами.
- Дом 20, корпус 2 — центр развития ребёнка — детский сад № 2437.

## Транспорт

### Автобус
- 762: Марьино — 8 микрорайон Марьинского парка (от Новомарьинской улицы до Поречной улицы / улицы Марьинский парк только в данном направлении).
- 957:Метро Марьино-Метро Марьино
- 853: метро «Братиславская» — улица Марьинский парк (от улицы Перерва до Новомарьинской улицы).
- 350: Метро Текстильщики—7-Й мкр. Марьинского Парка

### Метро
- Станция метро «Братиславская» Люблинско-Дмитровской линии — в 800 м на юго-запад от начала улицы.